# Zurab Zviadauri
Zurab Zviadauri (en géorgien : ზურაბ ზვიადაური), né le 2 juillet 1981, est un judoka géorgien qui s'illustre dans la catégorie des poids moyen (-90 kg). Révélé par un titre mondial en junior en 2000, il confirme au niveau senior dès l'année suivante en décrochant la médaille d'argent aux mondiaux 2001 de Munich. N'échouant qu'en finale face au français Frédéric Demontfaucon, il obtient sa première récompense majeure à seulement 20 ans. Il réitère la même performance l'année suivante mais par équipe. Deuxième aux championnats d'Europe et du monde avec l'équipe de Géorgie, il est l'une des figures majeures illustrant les belles performances internationales des pays du Caucase en judo. Vice-champion du monde en individuel pour la seconde fois consécutive en 2003, il participe aux Jeux olympiques d'Athènes avec l'espoir d'atteindre le podium. Il y réalise un parcours parfait et se qualifie pour la finale au cours de laquelle il bat le Japonais Hiroshi Izumi.
Il remporte ainsi l'une des deux médailles d'or obtenues par la Géorgie durant ces Jeux.
Son cousin, le Grec Ilías Iliádis, est également judoka et a remporté la médaille d'or dans la catégorie des poids mi-moyen lors des mêmes Jeux olympiques de 2004.

## Palmarès

### Jeux olympiques
- Jeux olympiques de 2004 à Athènes (Grèce) :
  -  Médaille d'or dans la catégorie des poids moyen (-90 kg).

### Championnats du monde
- Championnats du monde 2001 à Munich (Allemagne) :
  -  Médaille d'argent dans la catégorie des poids moyen (-90 kg).
- Championnats du monde 2003 à Osaka (Japon) :
  -  Médaille d'argent dans la catégorie des poids moyen (-90 kg).

### Championnats d'Europe
| Chpts d'Europe        | 2002 | 2003 |
| --------------------- | ---- | ---- |
| poids moyen (- 90 kg) | 3e   | 7e   |

### Divers
- Juniors
  -  Médaille d'or aux mondiaux juniors en 2000 à Nabeul (Tunisie).
- Par équipe :
  - 1 médaille d'argent mondiale en 2002 à Bâle (Suisse).
  - 1 titre européen en 2003 à Londres (Royaume-Uni).
- Tournoi de Paris (France) :
  - 2 podiums en 2002 et 2003.